# Second Island
Second Island är en ö i territoriet Falklandsöarna (Storbritannien). Den ligger i den västra delen av landet. Arean är 8,5 kvadratkilometer.
Terrängen på Second Island är platt. Öns högsta punkt är 68 meter över havet. Den sträcker sig 2,5 kilometer i nord-sydlig riktning, och 6,2 kilometer i öst-västlig riktning. På ön finns hed.